# カルロス・アラズラキ
カルロス・アラズラキ（Carlos Alazraqui、1962年7月20日 - ）は、アルゼンチン系アメリカ人俳優・コメディアン・声優・ ものまねタレント。俳優としての代表作はコメディセントラルのテレビ番組『Reno 911!』（Deputy James Garcia）。声優としての代表作は『Oops!フェアリーペアレンツ』（クロッカー先生）、『ロッコーのモダンライフ』（ロッコー）。

## 人物
ニューヨーク州ヨンカーズ生まれで、幼いうちにカリフォルニア州コンコードに引っ越した。両親はアルゼンチン人。後にサクラメントへ引っ越し、カリフォルニア州立大学サクラメント校へかよいだし、このころオープン・マイク・コンテストに勝った。4年生の頃San Francisco International Comedy Competitionで優勝して賞金をもらい、ロサンゼルスへ引っ越した。
『アングリー・ビーバーズ』では脇役を演じることが多い。

## 出演作品

### テレビアニメ
- アングリー・ビーバーズ
- 『インサイド・ヘッド』の世界より:ライリーの夢の製作スタジオ（マルコ）
- おたすけマニー（グランパ、プラスン）
- キャンプ・ラズロ（ラズロ、クラム、他）
- ひつじのショーン（ショーン）
- ハウス・オブ・マウス （パンチート）
- ファミリー・ガイ（ジョナサン・ウィード）
- おさるのジョージ Curious George -The Doorman (第2シーズンより)
- e:nWhat's New Scooby Doo? - Luis Santiago
- en:Shorty McShorts' Shorts - Monte Costmo
- ムーチャ・ルーチャ! （リコシェ, Mr. ミカルダ）
- ジェニーはティーン☆ロボット （Juan Zaragoza）
- キャットドッグ（Winslow T. Oddfellow, Lube）
- El Tigre: The Adventures of Manny Rivera - Grandpapi Rivera/Puma
- en:Out of Jimmy's Head - Golly Gopher
- Petz - Todd
- ロッコーのモダンライフ Rocko's Modern Life（ロッコー, スパンキー,チャック, Crazy Rabbit他）
- スポンジボブ・スクエアパンツ SpongeBob SquarePants （Scooter※モブ/Clari）
- Squirrel Boy - Salty Mike
- Oops!フェアリーペアレンツ The Fairly OddParents （クロッカー先生, Juandissimo Magnifico,市長, Sheldon Dinkelberg）
- en:The Life and Times of Juniper Lee - Monroe, Michael Lee他
- en:Time Squad - Antonio Lopez de Santa Anna, Comic #1, Mahatmi Gandhi
- en:Stuart Little: The Animated Series - モンティ
- The New Woody Woodpecker Show - Doctor Von Kook
- en:Wow! Wow! Wubbzy! - Walden, Wubbzy (When he puts on his speak up en:annater in Wubbzy The Star).
- en:What's with Andy? - Craig Benett (2001-2002)
- アバター 伝説の少年アン Avatar: The Last Airbender （Tho、Due）
- en:Rayman: The Animated Series - Admiral Razorbeard, Cookie
- フィニアスとファーブ Phineas and Ferb（Bobby Fabulous）

### 劇場版アニメ
- ハウルの動く城
- ハッピー フィート（ネスター）
- スポンジ・ボブ/スクエアパンツ ザ・ムービー（Goofy Goober）
- プレーンズ Planes (2013)

### 実写作品
- Reno 911!（ジェイムス・オズワルド・ガルシア）(2003-2008)
- ポリス・バカデミー/マイアミ危機連発!（ジェイムス・オズワルド・ガルシア）
- Saul of the Mole Men（Stromulus Guandorの声）
- プッシング・デイジー 恋するパイメーカー（Gordon McSmalls）

### 映画
- Space Chimps - Houston
- I Downloaded a Ghost - Winston Pritchet
- サンタクロースの冒険 The Life and Adventures of Santa Claus - Wisk
- Dirt Merchant - Ronny Orlando

### テレビ映画
- ベン10:時との戦い（グレイマターの声）

### ゲーム
- アークザラッド 精霊の黄昏（ダーク）
- en:GoldenEye: Rogue Agent - Dr.ジュリアス・ノオ
- en:Justice League Heroes - Key
- en:Spyro the Dragon - スパイロ
- The Bard's Tale

### CM
- タコベル（タコベルチワワの声）